# Au-dessus de tout soupçon
Pour plus de détails, voir Fiche technique et Distribution.
Au-dessus de tout soupçon (Dead by Sunset) est un téléfilm américain réalisé par Karen Arthur et diffusé en deux parties le 19 novembre 1995 sur NBC.
Basé sur des faits réels, il s'agit de l'adaptation du roman Dead by Sunset (publié en France sous le titre Mourir au crépuscule) de l'auteure Ann Rule paru en 1995.

## Synopsis
Âgé d'une quarantaine d'années, Brad Cunningham a toujours eu ce qu'il voulait : les plus belles femmes, comme les plus puissants bolides. Marié cinq fois et père de six enfants, il a aimé, puis abandonné, toutes celles qui ne cédaient plus à ces caprices.
En effet, ce flambeur invétéré a toujours ruiné toutes celles qui ont eu la malédiction de tomber sous son charme.
Aussi, lorsque Cheryl, avocate renommée, lasse des infidélités de son mari et de son comportement de plus en plus violent, parvient à obtenir la garde des enfants lors du divorce, Brad ne supporte pas d'avoir perdu la partie et décide ainsi de la détruire psychologiquement.

## Fiche technique
- Titre original : Dead by Sunset
- Titre français : Au-dessus de tout soupçon
- Réalisation : Karen Arthur
- Scénario : Wesley Bishop, d'après le roman Mourir au crépuscule (Dead by Sunset) d'Ann Rule (1995)
- Sociétés de production : Craig Anderson Productions et TriStar Television
- Société de distribution : NBC
- Pays :  États-Unis
- Langue : Anglais
- Durée : 185 minutes
- Genre : Drame
- Dates de première diffusion :
  - États-Unis : 19 novembre 1995 sur NBC
  - France : 22 avril 2000 sur TF1

## Distribution
- Ken Olin : Brad Cunningham
- Lindsay Frost : Sara Gordon
- Annette O'Toole : Cheryl Keeton Cunningham
- John Terry : Mike Shinn
- Sally Murphy : Susan Keeton
- Titan Crawford : Jesse Cunningham
- Cody Crawford : Michael Cunningham
- Clay Malensek : Phillip Cunningham (3 ans)
- Irene Cagen : Ethel
- Joe Ivy : B. Blayton
- Sherilyn Lawson : Lauren
- Marlyn Mason : Betty Troseth
- Geoff Prysirr : Lowry
- Burl Ross : J. Dale
- Dana Williams : Gini
- Kenneth Patrick Brady : Ambulancier
- Coletta Herbold : Mère qui pleure
- Tom Lent